# Solsidan (TV-serie)
Solsidan är en svensk komediserie som hade premiär den 29 januari 2010 på TV4. Serien är skapad av Felix Herngren, Ulf Kvensler, Jacob Seth Fransson och Pontus Edgren. I huvudrollerna finns Felix Herngren, Mia Skäringer, Johan Rheborg, Josephine Bornebusch, Henrik Dorsin och Malin Cederbladh.
Serien har sänts i åtta säsonger och har kontrakt på ytterligare två. År 2017 kom även en långfilm om Solsidan.

## Allmänt
Serien handlar om Alex (Felix Herngren) och Anna (Mia Skäringer) som i första säsongen väntar sitt första barn och precis har flyttat till Alex barndomshem i Solsidan, Saltsjöbaden. Alex försöker få Anna att trivas samtidigt som de umgås med Alex gamla ungdomsvän Fredde (Johan Rheborg) och hans fru Mickan (Josephine Bornebusch). Även de besvärliga grannarna Ove (Henrik Dorsin) och Annette (Malin Cederbladh) har framträdande roller.
En andra säsong började sändas söndagen 16 januari 2011. Den hade premiär i Finland på Yle Fem och på TV4 Play Premium redan den 14 januari 2011. Programmet har även sålts internationellt och har sänts i Norge, Finland, Danmark och Belgien.
Första avsnittet av den andra säsongen sågs av 2 530 000 tittare i Sverige. Det är det högsta tittarantalet TV4 haft på tio år, bortsett från två avsnitt av Let's Dance som kom upp i samma nivå. 2011 spelades Solsidans signatur "I'm So Happy" in med sång av Salem Al Fakir och Josephine Bornebusch.
Under säsong 5 dokumenterades inspelningen vilket resulterade i dokumentären "Historien om Solsidan" som visades på juldagen 2015. Efter 50 avsnitt tog serien en paus i december 2015 för att 2017 återvända med Solsidan-filmen vilket blev det årets mest sedda film på bio i Sverige. År 2018 meddelades att Solsidan skulle återkomma som serie i ytterligare tre säsonger. Den åttonde säsongen hade premiär i oktober 2023. I samband med detta meddelades det att två ytterligare säsonger av serien var planerade.
Den nionde säsongen har premiär på TV4 Play+ 1 oktober 2025 och på TV4 den 15 oktober samma året. Den tionde säsongen kommer att bli Solsidans sista säsong, med avsnitt 100 som det avslutande avsnittet.

## Handling

### Säsong 1
Alex är en 39-årig tandläkare som flyttar tillbaka till sitt barndomshem i Saltsjöbaden med sin sambo Anna. Tillsammans väntar de sitt första barn. Anna arbetar som skådespelare och känner sig främmande i Alex hemstad. Dessvärre har någon "glömt" att tala om för Alex mamma Margareta att hon måste flytta ut ur huset. 
Fredrik Schiller är Alex gamla vän som bor i ett av Saltis flottaste hus med sin fru Mikaela "Mickan" och två barn. Ove Sundberg är också en av Alex barndomsvänner och anses vara både den tråkigaste och snålaste personen i Saltsjöbaden och lyckas på ett obehagligt vis bjuda in sig själv hos sina vänner Fredrik och Alex. Han bor med sin minst lika snåla och tråkiga fru Anette. Säsongen avslutas med att Alex och Anna får sitt första barn.

### Säsong 2
Alex och Anna har flyttat till ett nytt hus med sin dotter Wilma Nu har Alex bestämt sig för att fria till Anna men har svårt att hitta det rätta tillfället. Fredriks gamla barndomstyrann Kristian flyttar tillbaka till Solsidan efter många år utomlands. Det visar sig att han är rikare än Fredrik och dessutom är tillsammans med Mickans väninna Lussan vilket gör att han och Fredrik tvingas umgås. Lyckligtvis så får han oväntad hjälp från Ove Sundberg att bli av med både Kristian och Lussan. 
Alex mamma Margareta har träffat en ny man, Tord Malmberg, även känd som "grannen från helvetet". Alex får svårt att hantera relationen mellan de båda. Mickans shoppingbegär har gått överstyr och hon köper på öppet köp och lämnar sedan tillbaka det, men glömmer vad som är deras och vad som ska lämnas tillbaka. Hon oroar sig även för att Fredrik ska bli fet och tvingar honom att träna. 
Alex funderar över hur han ska kunna komma undan världshistoriens tråkigaste 40-årsfest hos Saltsjöbadens tråkigaste och snålaste person, Ove Sundberg. Inför bröllopet kommer Annas föräldrar på besök, pappan är förtidspensionerad med dåligt självförtroende och mamman är en självupptagen före detta "beauty queen". På bröllopet går allt fel som kan gå fel, men dagen blir ändå lycklig i slutändan.

### Säsong 3
Manuset till avsnitt 5, 9 och 10 är skrivet av Niclas Carlsson. Ett nyskilt par Jonas och Elsa spelas av Joel Spira och Jenny Silfverhjelm. Några av avsnitten har regisserats av Måns Herngren och säsongen blev färdiginspelad i september 2012. Säsongspremiären var den 7 oktober 2012 i TV4.

### Säsong 4
Säsong fyra hade premiär den 20 oktober 2013 i TV4.

### Säsong 5
Säsong fem hade premiär den 18 oktober 2015 i TV4.

### Säsong 6[12]
Säsong sex hade premiär den 20 oktober 2019 i TV4 och C More.

### Säsong 7[13]
Säsong sju hade premiär den 17 oktober 2021 i TV4 och C More.

### Säsong 8[7]
Säsong åtta hade premiär den 29 september 2023 på TV4 Play+ och hade premiär den 15 oktober samma år på TV4. Säsongen handlar om att Fredde bygger ett premium safe room samtidigt som Mickan undrar var åren tagit vägen och ifrågasätter om hon varit en bra mamma. Alex försöker vänja sig vid varannan vecka-livet efter skilsmässan med Anna. Ove och Anette startar en friskola.
Säsong åtta regisserades av Felix Herngren, Emma Bucht, Henrik Schyffert och Eddie Åhgren. Manuset skrevs av huvudförfattarna Adrian Boberg och Erik Hultkvist tillsammans med Aida Wondimu som medförfattare.

## Produktion
Solsidan är skapad och skriven av Felix Herngren, Ulf Kvensler, Jacob Seth Fransson och Pontus Edgren, och produceras av Jarowskij samt FLX som ägs av Herngren och Ylva Axél. Inspelning började våren 2009 och var klar i juni. Herngren beskrev serien "lite som en fortsättning av filmerna Vuxna människor och Varannan vecka". I juni 2009 bekräftade Mia Skäringer att hon skulle spela en huvudroll i serien, och i juli bekräftade Herngren att han och Johan Rheborg skulle vara med i serien.
För manus och regi står Felix Herngren, Jacob Seth Fransson och Ulf Kvensler. Enligt Herngren hade de länge pratat om att det "vore roligt att göra en mer satsad dramakomedi där manus och karaktärer får lite mer tid på sig att växa fram".
Ulf Kvensler berättade i en intervju med Aftonbladet om hur det gick till när han blev involverad i processen med programmet; "När Felix sålt in ett pilotavsnitt av ”Solsidan” till TV4 tog han in mig som manusförfattare." Kvensler har efter det skrivit och regisserat hälften av avsnitten till Solsidans första säsong.
Solsidan vann pris som årets program och årets humorprogram på prisutdelningen Kristallen 2010. Under 2011 vann Solsidan igen priset som årets humorprogram på Kristallengalan.
I mars 2010 var det klart att Solsidan skulle få en andra säsong. I den andra säsongen var även Johan Rheborg med och skrev manus och regisserade. Inför säsongen bytte programmet sändningstid och började istället att sändas på söndagar kl 20.00. Första avsnittet sändes söndagen den 16 januari 2011. Den 3 december tillkännagav TV4 att de sålt manusidén till amerikanska ABC.
Avsnitten av den andra säsongen av Solsidan lades upp på TV4 Play Premium och sändes på den finlandssvenska kanalen FST5 två dagar innan de visades på TV4. Sändningen i FST5 fick TV4 att reagera starkt, och enligt deras programdirektör Fredrik Arefalk fördes diskussioner med den finska tv-kanalen huruvida de hade rätt att sända Solsidan innan dess ordinarie sändningstid i Sverige. Den 21 januari meddelade dock den finlandssvenska tidningen Hufvudstadsbladet att FST5 böjt sig för TV4:s krav och ändrat sändningstiden för att matcha den svenska. Från och med avsnitt tre sändes programmet samtidigt i de båda kanalerna. Programmet vann priset som "Årets humorprogram" under Kristallen 2014.
I april 2017 utkom MTV3 med en finsk version av Solsidan. Det finska namnet är Onnela (Lycklig plats), och serien började sändas under 2018.

## Rollista

### Huvudroller
- Alexander 'Alex' Löfström (Felix Herngren)  är en 39-årig tandläkare, med egen klinik. Han är uppvuxen i Saltsjöbaden utanför Stockholm. I första avsnittet flyttar Alex och sambon (senare gift) Anna Svensson till "Saltis" då han har köpt sitt barndomshem av sin mamma, Margareta Löfström. I den första säsongen väntar han och Anna barn som sedan föds i det sista avsnittet. Alex är konflikträdd och nojig, och bryr sig väldigt mycket om vad andra tycker om honom. Han bor granne med sin bästa vän, och barndomskamrat, Fredde Schiller och hans fru Mikaela.[26]
- Anna Svensson (Mia Skäringer) är sambo (sedermera gift) med Alex Löfström och jobbar som skådespelerska. I första säsongen är hon ledig från sitt arbete eftersom hon är gravid och i säsong 2 så börjar hon jobba som massör. Anna är inte uppväxt i Saltsjöbaden till skillnad från Alex, och känner sig bitvis utanför och annorlunda än sin väninna Mickan och dennas väninnor. Hon strävar dock för att passa in, men är ibland lite väl verbal och rättfram.[26]
- Fredrik 'Fredde' Schiller (Johan Rheborg) är 39 år och jobbar som VD och fondförvaltare på banken. Han bor i ett av de flottaste husen i det mycket fashionabla området Solsidan, Saltsjöbaden utanför Stockholm, där han även är uppväxt. Fredde är gift med Mikaela Schiller, som kallas Mickan, och tillsammans har de två barn, Victor och Ebba. Han är bästa vän med Alex Löfström, en barndomsvän som nyligen flyttat tillbaka till Solsidan med sin sambo Anna. Fredde är mycket entusiastisk i det som han engagerar sig i, men handlar oftast först och tänker sen. Han tänker mycket på status och lägger därpå mycket pengar och omsorg.[26]
- Mikaela 'Mickan' Schiller (Josephine Bornebusch) är gift med Fredde Schiller, Solsidans rikaste man. Hon är mammaledig med dottern Ebba men driver även ett företag som designar barnkläder. Mickan är precis som Fredde beroende av sin status i området, och vill vara "The first lady of Saltis", men har sin väninna Lussan att tävla mot. I säsong två återvänder en annan av Freddes barndomskamrater till Saltis, och visar sig vara tillsammans med Lussan, han visar sig även vara rikare än Fredde.[26]
- Ove Sundberg (Henrik Dorsin) är gammal skolbekant till Fredde och Alex. Ove är VD på ett företag som säljer sanitetsprodukter och är notoriskt snål och i total avsaknad av såväl social kompetens som självdistans, vilket resulterar i att han aldrig inser hur han uppfattas av omgivningen, att han beskrivs som en riktig skitstövel, eller att han aldrig är önskvärd eller välkommen. Ove vill ständigt låna prylar av grannarna, utan att lämna tillbaka dem eller själv låna ut något. Tidigare har han lyckats att - på oklart vis - bli ordförande i Saltsjöbadens Golfklubb. Han är gift med den lika osympatiska Annette (Malin Cederbladh) med vilken han har dottern Marielle. Det var (lustigt nog) Oves och Anettes ide att Alex och Annas son skulle heta "Love". Ett snarlikt namn till "Ove". Trots Oves tämligen burdusa och buffliga stil följde de rådet.
- Paul "Palle" Svensson (Magnus Krepper) är Annas bror. Han är en notorisk slarver och bohem som lånar pengar till höger och vänster och inte drar sig för att utnyttja andra. Samtidigt älskar han att resa och är mottaglig för livsfilosofier från andra kulturer, särskilt när det passar hans livsstil. Med en slipad social förmåga nästlar han sig in i alla sammanhang och lyckas ibland göra bra affärer med hjälp av en osannolik tur.

### Återkommande rollfigurer och gästroller
|                            |                                             |                                                | |                                                               |                                                                        | |                                            |
|                            | Säsong 1                                    | Säsong 2                                       | Säsong 3                                                                                                 | Säsong 4                                                      | Säsong 5                                                               | Filmen                                                                                              | Säsong 6                                   |
| Anette Sundberg            | Malin Cederbladh                            | Malin Cederbladh                               | Malin Cederbladh                                                                                         | Malin Cederbladh                                              | Malin Cederbladh                                                       | Malin Cederbladh                                                                                    | Malin Cederbladh                           |
| Lussan                     | Rebecka Teper                               | Rebecka Teper                                  | Rebecka Teper                                                                                            | Rebecka Teper                                                 | Rebecka Teper                                                          | Rebecka Teper                                                                                       | Rebecka Teper                              |
| Ludde                      | André Wickström                             | André Wickström                                | André Wickström                                                                                          | André Wickström                                               | André Wickström                                                        | | André Wickström                            |
| Margareta Löfström         | Mona Malm (11)                              | Mona Malm (11)                                 | Mona Malm (11)                                                                                           | Mona Malm (11)                                                |                                                                        | |                                            |
| Rune Svensson              | Ralph Carlsson                              | Ralph Carlsson                                 | Ralph Carlsson                                                                                           | Ralph Carlsson                                                | Ralph Carlsson                                                         | | Ralph Carlsson                             |
| Eva Svensson               | Anneli Martini                              | Anneli Martini                                 | Anneli Martini                                                                                           | Anneli Martini                                                | Anneli Martini                                                         | | Anneli Martini                             |
| Tord Malmberg              | Örjan Ramberg (3)                           | Örjan Ramberg (3)                              | | Örjan Ramberg (1)                                             |                                                                        | |                                            |
| Palle Svensson             | Magnus Krepper (3)                          | Magnus Krepper (3)                             | | Magnus Krepper (2)                                            |                                                                        | | Magnus Krepper                             |
| Victor Schiller            | Carl Sjögren (9)                            | Leonardo Rojas Lundgren                        | Leonardo Rojas Lundgren                                                                                  | Leonardo Rojas Lundgren                                       | Leonardo Rojas Lundgren                                                | Leonardo Rojas Lundgren                                                                             | Leonardo Rojas Lundgren                    |
| Ebba Schiller              | Ester Granholm (15) och Otilia Anttila (15) | Ester Granholm (15) och Otilia Anttila (15)    | Otilia Anttila (7)                                                                                       | Elsa Bucht Wesslén                                            | Elsa Bucht Wesslén                                                     | Elsa Bucht Wesslén                                                                                  | Elsa Bucht Wesslén                         |
| Wilma Löfström             |                                             | Filippa Fagerberg (8) Elsa Lagercrantz (8)     | Iris Herngren                                                                                            | Iris Herngren                                                 | Iris Herngren                                                          | Iris Herngren                                                                                       | Iris Herngren                              |
| Wilma Löfström             | Annabelle Cowie Gåvsten (11)                | Filippa Fagerberg (8) Elsa Lagercrantz (8)     | |                                                               |                                                                        | |                                            |
| Love Löfström              |                                             |                                                | | Adam Sedig Klingberg                                          | Adam Sedig Klingberg                                                   | Benjamin Salmi-Wikander                                                                             | Alexander Jernberg                         |
| Marielle Sundberg          |                                             | Nova Edorson                                   | Nova Edorson                                                                                             | Nova Edorson                                                  | Nova Edorson                                                           | Nova Edorson                                                                                        | Nova Edorson                               |
| David Grimborg             |                                             |                                                | |                                                               |                                                                        | Henrik Schyffert                                                                                    | Henrik Schyffert                           |
| Bella Sjölander            |                                             |                                                | |                                                               |                                                                        | Frida Hallgren                                                                                      | Frida Hallgren                             |
| Gästroller                 | Linus Wahlgren (2) Ulf Kvensler             | Jonas Karlsson (2) Plura John Houdi Olle Sarri | Peter Dalle (3) Joel Spira (3) Johan Rabaeus Eva Röse Michael Segerström Dominik Henzel Messiah Hallberg | Happy Jankell Carl-Johan De Geer Sten Ljunggren Björn Granath | Johan Ulveson (5) William Spetz (4) David Batra Ulla Skoog Leif Andrée | Sven Wollter                                                                                        | Katia Winter Peter Apelgren Clara Henry    |
| Gästroller (som sig själv) | Ola Rapace Markoolio                        | Joey Tempest Jonas Björkman                    | Henrik Larsson Cecilia Forss Magnus Norman                                                               | E-Type Jessika Gedin Leif Silbersky                           |                                                                        | Henrik Larsson Samir Badran Viktor Frisk Aje Philipson Annie Lööf Alice Bah Kuhnke Micael Bindefeld | Josef Fares Fredrik Skavlan Måns Zelmerlöw |

## Tabell/lista över produktioner

### På TV/film
| Säsong                                    | Säsong    | Avsnitt                  | Säsongsstart             | Säsongsavslutning        |                          |
| ----------------------------------------- | --------- | ------------------------ | ------------------------ | ------------------------ | ------------------------ |
|                                           | Säsong 1  | 10                       | 29 januari 2010          | 9 april 2010             |                          |
|                                           | Säsong 2  | 10                       | 16 januari 2011          | 20 mars 2011             |                          |
|                                           | Säsong 3  | 10                       | 7 oktober 2012           | 9 december 2012          |                          |
|                                           | Säsong 4  | 10                       | 20 oktober 2013          | 22 december 2013         |                          |
|                                           | Säsong 5  | 10                       | 18 oktober 2015          | 20 december 2015         |                          |
|                                           | Film      | Premiär: 1 december 2017 | Premiär: 1 december 2017 | Premiär: 1 december 2017 | Premiär: 1 december 2017 |
|                                           | Säsong 6  | 10                       | 20 oktober 2019          | 22 december 2019         |                          |
|                                           | Säsong 7  | 10                       | 17 oktober 2021          | 19 december 2021         |                          |
|                                           | Säsong 8  | 10                       | 29 september 2023        | 24 november 2023         |                          |
|                                           | Säsong 9  | TBA                      | 1 oktober 2025           | TBA                      |                          |
|                                           | Säsong 10 | TBA                      | TBA                      | TBA                      |                          |
| Totalt antal hitintills sända avsnitt: 80 |           |                          |                          |                          |                          |

## DVD-utgåva
TV4 och SE Noble Entertainment släppte den första säsongen av "Solsidan" på DVD den 30 juni 2010. Den första säsongen har varit den mest sålda boxen på Discshop från oktober 2010 fram till april 2011. Den andra säsongen distribueras av SF och släpptes i handeln den 15 juni 2011 som DVD och Blu-ray Disc.
| Säsong | Säsong   | # Avsnitt | # Skivor | Releasedatum     | Bonusmaterial        |
| ------ | -------- | --------- | -------- | ---------------- | -------------------- |
|        | Säsong 1 | 10        | 3        | 30 juni 2010     | Bloopers             |
|        | Säsong 2 | 10        | 3        | 15 juni 2011     | Bloopers & Bakomfilm |
|        | Säsong 3 | 10        | 3        | 10 december 2012 | Bloopers & Bakomfilm |
|        | Säsong 4 | 10        | 2        | 23 december 2013 | Bloopers             |

## Internationella sändningar
| Land    | Kanal                                           | Premiär |
| ------- | ----------------------------------------------- | --- |
| Finland | YLE FST5 Yle TV2 (förnyelser) MTV3 (förnyelser) | 26 januari 2010 (säsong 1) 14 januari 2011 (säsong 2) 7 oktober 2012 (säsong 3) 20 oktober 2013 (säsong 4) 18 oktober 2015 (säsong 5) |
| Danmark | TV2 Danmark                                     | 8 januari 2011 (säsong 1) |
| Norge   | TV2 Norge                                       | 8 januari 2011 (säsong 1) 21 maj 2012 (säsong 2) 16 oktober 2012 (säsong 3) 1 mars 2014 (säsong 4)                                    |
| Belgien | Canvas (VRT)                                    | 14 maj 2012 (säsong 1) 18 juni 2012 (säsong 2) 15 juli 2014 (säsong 3)                                                                |